# Miss Universo 1973
Miss Universo 1973, la 22.ª edición del concurso Miss Universo, se llevó a cabo en el Odeón de Herodes Ático en Atenas (Grecia) el 21 de julio.
Representantes provenientes de sesenta y un países y territorios compitieron por el título en esta edición del concurso. Al final del evento, Miss Universo 1972, Kerry Anne Wells de Australia, coronó como su sucesora a Margarita Moran de Filipinas. Elegida por un jurado, la ganadora se convirtió en la segunda representante de su país en obtener el título de Miss Universo, después de Gloria Diaz (Miss Universo 1969).

## Resultados

### Posiciones
| Resultado          | Delegada |
| ------------------ | --- |

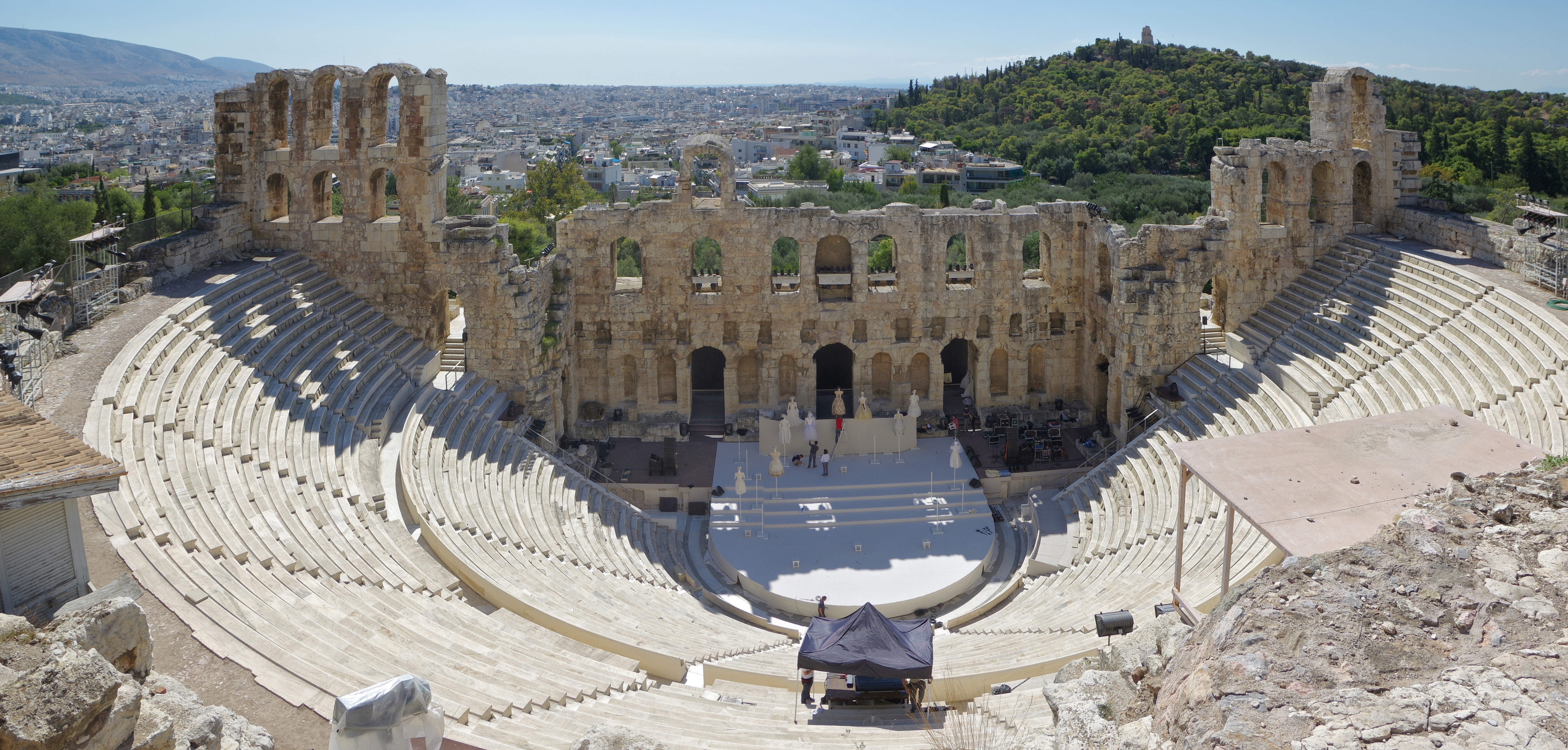
Odeón de Herodes Ático sede del certamen

| Miss Universo 1973 | - Filipinas - Margarita Moran |
| Primera Finalista  | - Estados Unidos - Amanda Jones |
| Segunda Finalista  | - Noruega - Aina Walle |
| Tercera Finalista  | - España - María Martín |
| Cuarta Finalista   | - Israel - Limor Schreibman |
| Top 12             | - Colombia - Ana Agudelo - Argentina - Susana Romero - Brasil - Sandra Ferreira - Grecia - Sikta Papadaki - India - Farzana Habib - Japón - Miyoko Sometani - Líbano - Marcelle Herro |

### Orden de Clasificación
| Top 12         | Top 5          |
| -------------- | -------------- |
| India          | Estados Unidos |
| Argentina      | Filipinas      |
| Brasil         | Noruega        |
| Filipinas      | Israel         |
| Israel         | España         |
| Estados Unidos |                |
| Colombia       |                |
| Japón          |                |
| España         |                |
| Líbano         |                |
| Grecia         |                |
| Noruega        |                |

### Premios
- Miss Simpatía:  Chile, Jeanette Gwendalyn Robertson
- Miss Fotogénica:  Filipinas, Maria Margarita Roxas Moran
- Mejor Traje Nacional:  España, María del Rocío Martín Madrigal

## Concursantes
| - Alemania – Dagmar-Gabrielle Winkler - Argentina - Susana Romero - Aruba - Monica Ethline Oduber - Australia - Susan Mainwaring - Austria - Roswitha Kobald - Bélgica - Christiane Devisch - Bermudas - Judy Richards - Bolivia - Roxana Sittic Harb - Brasil – Sandra Mara Ferreira - Canadá - Deborah Anne Ducharme - Ceilán - Shiranthi Rajapaksa - Chile - Jeanette Gwendalyn Robertson - Chipre – Johanna Melaniodos - Colombia - Ana Lucía Agudelo Correa - Corea - Kim Young-joo - Costa Rica - María del Rosario Mora Badilla - Curazao - Ingerborg Zielinski - Dinamarca - Anette Grankvist - El Salvador - Gloria Ivete Romero - Escocia - Caroline Meade - España - María del Rocío Martín Madrigal - Estados Unidos - Amanda Clara Jones - Filipinas - Maria Margarita Roxas Moran - Finlandia – Raija Kaarina Stark - Francia - Nadia Isabelle Krumacker - Gales - Deirdre Jennifer Greenland - Grecia - Sikta Vana Papadaki - Guam – Beatrice Benito - Holanda - Monique Borgeld - Honduras - Nelly Suyapa González Mármol - Hong Kong - Elaine Sun Wing-Yin | - India - Farzana Habib - Inglaterra - Veronica Ann Cross - Irlanda - Pauline Fitzsimons - Islas Vírgenes - Cindy Richards - Israel - Limor Schreibman - Italia - Antonella Barci - Jamaica - Reta Faye Chambers - Japón - Miyoko Sometani - Líbano - Marcelle Herro - Luxemburgo- Lydia Maes - Malasia - Margaret Loo Tai-Tai - Malta - Marthese Vigar - México - Rossana Villares Moreno - Nicaragua - Ana Cecilia Saravia Lanzas - Noruega - Aina Walle - Nueva Zelanda - Pamela King - Panamá - Jeanine Lizuaín - Paraguay - Teresita María Cano - Portugal - Carla Barros - Puerto Rico – Gladys Vanessa Colón Díaz - República Dominicana - Lili Fernández González - Singapur - Debra Josephine de Souza - Suecia - Monica Sundin - Suiza - Barbara Schöttli - Surinam - Yvonne Ma Ajong - Tailandia - Kanok-orn Bunma - Trinidad y Tobago - Camella King - Turquía - Yildiz Arhan - Uruguay - Yolanda Ferrari - Venezuela - Anna Paola Desirée Facchinei Rolando |

## Jueces

### Jurado preliminar
| - Jean-Pierre Aumont - Manuel Benítez Pérez, El Cordobés - Horst Buchholz - Edilson Cid Varela - Walt Frazier - Apasra Hongsakula | - Herakles Mathiopoulos - Hanae Mori - Lynn Redgrave - Ginger Rogers - Earl Wilson |

- Datos: Q2636327